# 霍蘭號潛艇
霍蘭號（USS Holland (SS-1)）是美國海軍第一艘服役的現代潛艇。霍蘭號潛艇最初名為霍蘭六號（Holland VI），由位於紐澤西州伊麗莎白的新月造船廠所造，1897年5月17日正式下水，1900年4月11日被美國海軍收購，並在1900年10月12日交予考德威爾上尉指揮。霍蘭號潛艇並非美國第一艘軍用潛艇，第一艘軍用潛艇是1775年的海龜號  

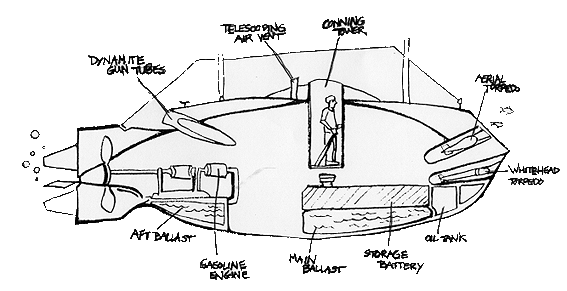
霍蘭號草圖。

霍蘭號是約翰·霍蘭的霍蘭魚雷艇公司（該公司在1899年成為電船公司）建造，造於在前海軍上尉劉易斯·尼克松位於紐澤西州伊麗莎白的新月造船廠。霍蘭號在約翰·菲利普·霍蘭的監督下建造，他設計了這艘潛艇及其細節。霍蘭號的龍骨是在尼克松的新月造船廠安放，當時兩人都有出席。兩人共同使用許多霍蘭的成熟概念和專利，使潛艇得以實現，雙方相輔相成，共同為現代潛艇發展作出貢獻。約翰·霍蘭是美國第702729號專利潛艇設計的發明人，新月造船廠負責人亞瑟·利奧波德·布希（Arthur Leopold Busch，或稱Du Busc）也是重要貢獻者。
儘管較為落後，霍蘭六號仍具有許多20世紀初潛艇的特徵，它有座可以指揮潛艇及其武器的司令塔，還擁有所有必要的壓載艙和調整艙，以便在水下精確地改變深度和姿勢。船員有六位，最大潛水深度為75英呎（23米）。
武器方面，霍蘭六號有一門可重複裝載的18英寸（450毫米）鱼雷管，帶有三枚白首馬克2號魚雷和一門8.425英寸（214.0毫米）船艏氣動式炸藥炮（Dynamite gun）（炸藥砲的射彈被稱為「空中魚雷」）。在交付給海軍之前，在船尾的第二門炸藥炮於1900年被拆除，以便為改進的發動機排氣裝置騰出空間。
霍蘭號有一台內燃機（奧托四衝程汽油引擎，功率為45bhp（34kW））和一台電子動力公司的電動馬達（功率為50 shp（37 kW）），內燃機用於在水面活動和為電池充電，電動馬達則帶有一個軸，用於水下活動，由一個66芯的Exide電池在水下為其供電。這使得這艘潛艇的水面速度為6節，水下速度為5.5節。在6節的情況下，水面航程為200海里，而水下航程在5.5節的情況下為30海里。參考資料中的馬力和速度差距甚大，例如，美國海軍艦艇名冊給出的馬力數字為：水面45匹馬力（34千瓦），水下75匹馬力（56千瓦），水面8節，水下5節。

## 服役
霍蘭六號證明了它有著作為軍艦的有效性和價值，並最終在1900年4月11日被美國政府以15萬美元的價格收購。它被認為是同類型中第一艘真正成功的的潛艇。 美國政府很快從霍蘭公司訂購了更多的潛艇，稱為「潛水者級」（Plunger-class）。這些潛艇成為美國的第一支海軍水下艦艇的艦隊。

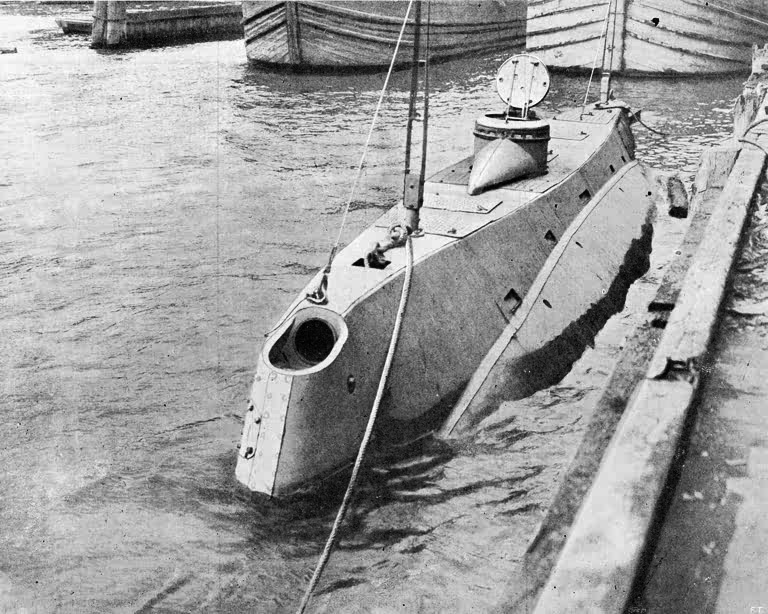
USS Holland (SS-1)，船艏的炸藥炮發射管艙門開啟。
1898 年《科学美国人》 。

霍蘭六號（Holland VI）在其下水之後被改造，於1900年10月12日開始在美國海軍正式服役，在羅德島州新港接受考德威爾上尉的指揮，並重新命名為USS Holland (SS-1)。 
「霍蘭號」是美國海軍第一艘服役的潛艇，且是海軍中第一艘正式潛艇。然而，它卻是第四艘海軍所擁有的潛艇。第一艘潛艇是推進者號（Propeller，又稱短吻鱷號），第二艘是智鯨號，第三艘是潛水者號（USS Plunger），是建造於1895年的實驗潛艇，與潛水者級的級首艦潛水者號（USS Plunger (SS-2)）不同。另外於南北內戰期間，美利堅邦聯海軍亦有建造漢利號。

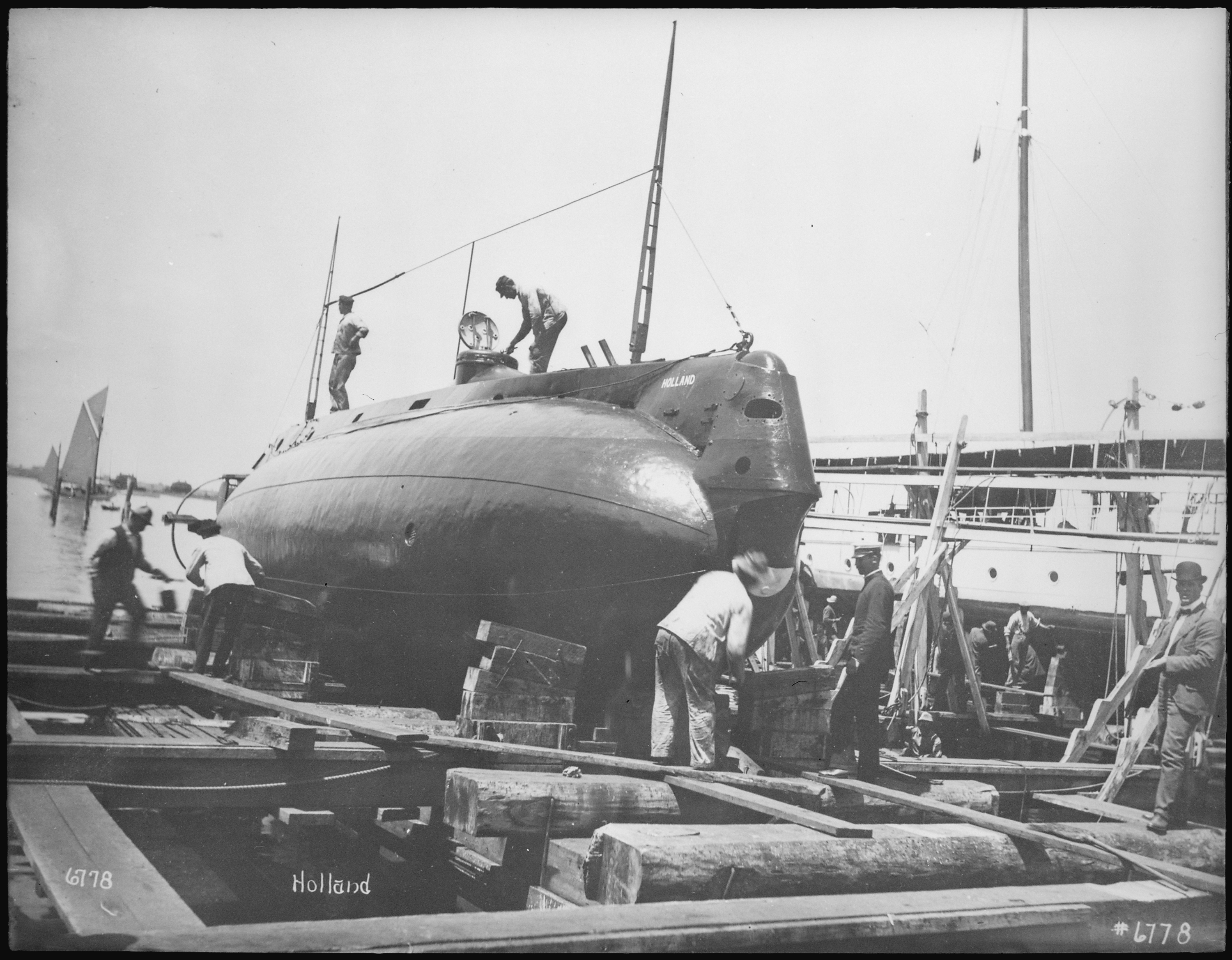
正在建設中的霍蘭號，1900年

1900年10月16日，為了能夠在整個冬季持續服役，霍蘭號在「萊登號」拖船的牽引下離開了新港，前往馬里蘭州的安納波利斯訓練美國海軍學院的學生以及在那奉命接受訓練的軍官和士兵，這對操作其它為了艦隊所造的潛艇是至關重要的準備。
在為建造中或計劃建造的潛艇收集資料方面，事實證明了霍蘭號具有實驗價值。它在1901年1月8號至10號時從安纳波利斯航行至諾福克，長達166 mi（267 km）的航行獲得了長期表現的性能數據。
霍蘭號（1899年短暫試航） 和五艘霍蘭型潛水者級潛艇在1899到1905年期間駐紮在長島北叉半島的紐薩福克上，這促使該村莊宣稱自己是美國的第一座潛艇基地。
1901年6月15日至10月1日，霍蘭號在羅德島州新港的海軍魚雷站培訓學員，除了這段時間以外，它一直留在安纳波利斯作為訓練用潛艇，直到1905年7月17日除役。
霍蘭號在維吉尼亞州諾福克結束了其預備役生涯，於1910年11月21日從海軍艦艇名冊除名。1913年6月18日，這艘革命性的潛艇被以100美元的價格當作廢品賣給了費城的Henry A. Hitner & Sons公司。合約要求買家支付5000美元的保證金，以保證潛艇會被拆解，失去船艦用途。
大约 1915 年，霍蘭號被剥去外部配件的廢棄船體被賣給了彼得·J·吉本斯（Peter J. Gibbons），在費城展出至1916年10月。1917年5月，被移至纽约布朗克斯，作為布朗克斯國際科學、藝術和工業博覽會的特色景點。 
霍蘭號在紐澤西州派特森展出幾年，1932年報廢。

## 延伸閲讀
- 86. The Thomson Gale Group/St. James Press. July 2007: 136–139. Listed under the heading of General Dynamics/Electric Boat Corporation.
- Morris, Richard Knowles, PhD. . Naval History Magazine (Annapolis, Maryland: United States Naval Institute). October 1998, (125th Anniversary).
- . Paducah, Kentucky: Turner Publishing Company. 1994: 37–39  [2021-08-13]. ISBN 978-1-56311-081-8. （原始内容存档于2022-01-17）.
- Compton-Hall, CDR Richard, MBE RN. . Sutton Publishing LTD. UK. 1999.
- Rodengen, Jeffery. . Write Stuff Syndicate. 2007 [1994].
- The Klaxon (New London/Groton, Connecticut: The Nautilus Memorial Submarine Force Library and Museum). April 1992. 缺少或|title=为空 (帮助) The US Navy's official submarine force newsletter. Article is about Arthur Busch/Du Busc and his key role in building America's (and Japan's) first submarines, circa 1896–1905. US Navy Submarine Force Library and Museum
- . The New York Times. 11 March 1956  [2012-09-21].(subscription required)
- Documents and letters written by John Philip Holland, Lewis Nixon and Elihu B. Frost, etc. archived and housed at the US Navy Submarine Force Library and Museum in New London, Connecticut

## 外部連結
- Photo gallery of USS Holland at NavSource Naval History
- . Chief of Naval Operations Submarine Warfare Division.   [2021-08-13]. （原始内容存档于2015-01-26）.
- . （原始内容存档于26 October 2009）. This site also contains information on Elihu B. Frost, Arthur L. Busch, Frank Cable, Lawrence York Spear, Isaac Rice etc.
- Hamilton, Robert A. . The Day. （原始内容存档于16 October 2006）.
- . GlobalSecurity.org.   [2021-08-13]. （原始内容存档于2021-08-25）.
- Mattera, Phil. . corpwatch.org.   [2021-08-13]. （原始内容存档于2018-03-13）. This site attempts to further explain the events that took place while John P. Holland's company was being formed.
- DiGiulian, Tony Navweaps.com Dynamite Guns page （页面存档备份，存于）